# Beats, Rhymes and Life
Beats, Rhymes and Life (с англ. — «Ритмы, рифмы и жизнь») — четвёртый студийный альбом американской хип-хоп-группы A Tribe Called Quest, выпущенный 30 июля 1996 года на лейбле Jive Records. Диск возглавил хит-парады Billboard 200 и Top R&B/Hip-Hop Albums, а также получил платиновую сертификацию Американской ассоциации звукозаписывающих компаний 27 октября 1998 года.

## Предыстория
В сентябре 1993 года, вскоре после завершения записи Midnight Marauders, Phife Dawg переехал в Атланту. Поскольку Q-Tip принял ислам, Джей Ди присоединился к новой продюсерской команде The Ummah, а в создании песен стал принимать участие рэпер Consequence — двоюродный брат Q-Tip, группа испытала значительные изменения. Позже Phife Dawg сообщал, что «химия была мертва, застрелена», в то время как Q-Tip признавался, что его становление мусульманином «сделало атмосферу гораздо серьёзнее».

## Музыка и тематика текстов
Для Beats, Rhymes and Life коллектив The Ummah создал минималистичное звучание, напоминающее The Low End Theory, которое Али Шахид Мухаммад охарактеризовал как «ничего экстравагантного, ничего необычного». Об участии Джей Ди в написании пяти песен Q-Tip высказался так: «Он просто присылал мне биты, а затем я накладывал их».
В плане лирики группа затрагивает «всё от О. Джея до духовности», впоследствии получив признание за сложность посылов. Однако участники критиковались за то, что они звучат «скучно», «запутанно, недружелюбно и временами параноидально». Песни «Get a Hold», «Keeping It Moving» и «Baby Phife’s Return» касаются соперничества побережий. В «Keeping It Moving» Q-Tip отвечает на диссы против него, представленные в песнях MC Hammer «Break ’Em Off Somethin’ Proper» и «Funky Headhunter», а также в «Cross ’Em out and Put a K» от группы Westside Connections. В первом куплете он сообщает, что не предполагал, что его реплики о Западном побережье станут диссом, а людям не следует неверно толковать его слова.

## Восприятие
| Оценки критиков               | Оценки критиков |
| Источник                      | Оценка          |
| ----------------------------- | --------------- |
| USA Today                     | [ 10 ]          |
| NME                           | 7/10            |
| Rolling Stone                 | [ 12 ]          |
| Entertainment Weekly          | A               |
| The Source                    | 4/5             |
| Spin                          | 7/10            |
| Q                             | [ 15 ]          |
| Christgau’s Consumer Guide    | [ 16 ]          |
| Encyclopedia of Popular Music | [ 17 ]          |
| AllMusic                      | [ 5 ]           |
| Tom Hull – on the Web         | A−              |

Beats, Rhymes and Life возглавил хит-парады Billboard 200 и Top R&B/Hip-Hop Albums. 27 октября 1998 года он получил платиновую сертификацию Американской ассоциации звукозаписывающих компаний на основании миллиона проданных копий в США.
Альбом получил в основном положительные отзывы музыкальных критиков. Обозреватель Rolling Stone Эрнест Харди назвал пластинку «почти безупречной», похвалил The Ummah за «неотразимую» продюсерскую работу, а группу — за «плетение универсальных тем на афроцентристском ткацком станке, причём позитивность уравновешивается искусно подрывными рассказами об уличной жизни». Рецензент Entertainment Weekly Чео Тьехимба охарактеризовал альбом как «возвращение игривого, но сильного хип-хопа» и высоко оценил «фирменную оригинальность» в лирике группы. Как отметил критик журнала Spin Уилл Хермес, участники выступили «с ловкостью рук, которая позволяет им быть умными, но не портить вечеринку», однако «в течение трёх лет после последней записи группы они столкнулись с настоящим кризисом музыкальной веры». Роберт Кристгау присвоил альбому оценку  («Достойно упоминания»), подчеркнув, как группа противостоит «сенсационной безвестности с философской утончённостью», что, по его мнению, неэффективно. «Jam», «Crew» и «The Hop» он назвал лучшими композициями диска.
В пятом издании Encyclopedia of Popular Music Колин Ларкин восторженно отозвался о «высокоразвитой» лирике группы и похвалил участников за то, что они «берутся за проблемы с большей философией вместо незрелых шуток с предыдущих записей». Несмотря на то что Джон Буш из AllMusic назвал альбом «самой разочаровывающей записью группы», по его мнению, он стал «посвящением улицам и хип-хоп-андеграунду».
В 1997 году Beats, Rhymes and Life номинировался на премию «Грэмми» за лучший рэп-альбом, а «1nce Again» — на премию «Грэмми» за лучшее рэп-исполнение дуэтом или группой.

## Список композиций
Продюсер всех композиций, кроме «The Hop» (Рашад Смит), — The Ummah.
| №                   | Название                                | Автор(ы) | Длительность |
| ------------------- | --------------------------------------- | --- | ------------ |
| 1.                  | «Phony Rappers»                         | Камаль Фарид, Малик Тейлор, Декстер Миллс — младший (Consequence)                                                           | 3:35         |
| 2.                  | «Get a Hold»                            | Фарид, Джеймс Йенси | 3:35         |
| 3.                  | «Motivators»                            | Фарид, Али Шахид Мухаммад, Тейлор, Миллс                                                                                    | 3:20         |
| 4.                  | «Jam»                                   | Фарид, Тейлор, Миллс | 4:38         |
| 5.                  | «Crew»                                  | Фарид, Мухаммад | 1:58         |
| 6.                  | «The Pressure»                          | Фарид, Мухаммад, Тейлор | 3:02         |
| 7.                  | «1nce Again» (при участии Тэмми Лукас)  | Фарид, Мухаммад, Тейлор, Йенси, Стив Своллоу                                                                                | 3:49         |
| 8.                  | «Mind Power»                            | Фарид, Мухаммад, Тейлор, Миллс                                                                                              | 3:55         |
| 9.                  | «The Hop»                               | Фарид, Тейлор, Рашад Смит                                                                                                   | 3:27         |
| 10.                 | «Keeping It Moving»                     | Фарид, Йенси | 3:38         |
| 11.                 | «Baby Phife’s Return»                   | Фарид, Тейлор | 3:18         |
| 12.                 | «Separate/Together»                     | Фарид | 1:38         |
| 13.                 | «What Really Goes On»                   | Фарид, Лерой Боннер, Грег Уэбстер, Эндрю Ноланд, Маршалл Джонс, Ральф Миддлбрукс, Уолтер Моррисон, Марвин Пирс, Брюс Нейпир | 3:23         |
| 14.                 | «Word Play»                             | Фарид, Тейлор, Миллс, Йенси                                                                                                 | 2:59         |
| 15.                 | «Stressed Out» (при участии Фейт Эванс) | Фарид, Мухаммад, Миллс, Фейт Эванс, Йенси, Гэри Тейлор                                                                      | 4:57         |
| Общая длительность: | Общая длительность:                     | Общая длительность: | 51:18        |

## Участники записи
| A Tribe Called Quest - Q-Tip — вокал, композитор - Phife Dawg — вокал, композитор - Али Шахид Мухаммад — диджей, композитор | Другие участники - Джеймс Йенси — композитор - Consequence — вокал - Тэмми Лукас — вокал («1nce Again») - Фейт Эванс — вокал («Stressed Out») - Винсент Мейсон — скретч («The Hop») - The Ummah — продюсирование, сведение - Рашад Смит — продюсер - Боб Пауэр — сведение - Тони Смалиос — сведение - Том Койн — мастеринг |

## Чарты и сертификации
| Чарт (1996)                            | Высшая позиция |
| -------------------------------------- | -------------- |
| Канада (RPM Top Albums/CDs)            | 7              |
| Новая Зеландия (RMNZ)                  | 32             |
| Швеция (Sverigetopplistan)             | 30             |
| Великобритания (UK Albums Chart)       | 28             |
| США (Billboard 200)                    | 1              |
| США (Billboard Top R&B/Hip-Hop Albums) | 1              |

| Чарт (1996)                            | Высшая позиция |
| -------------------------------------- | -------------- |
| США (Billboard 200)                    | 111            |
| США (Billboard Top R&B/Hip-Hop Albums) | 31             |

### Сертификации
| Страна                                                      | Сертификация | Продажи     |
| ----------------------------------------------------------- | ------------ | ----------- |
| Канада                                                      | золотой      | 50 000 ^    |
| США                                                         | платиновый   | 1 000 000 ^ |
| ^ Данные о тиражах приведены только на основе сертификации. |              |             |